# Euryplocia striatipennis
Euryplocia striatipennis là một loài bọ cánh cứng trong họ Cerambycidae.